# Аруп Чатерџи
Аруп Чатерџи (енгл. Aroup Chatterjee; 23. јун 1958) је рођен у граду Калкути, Индија. Чатерџи по професији је лекар, ради у Енглеској.
Аутор је књиге Мајка Тереза: Коначна пресуда (енгл. Mother Teresa: The Final Verdict) која поставља под знаком питања право на славу Мајке Терезе као симбола несебчиног служења.
У књизи оптужује Мајку Терезу за неправедно оштећивање репутације града Калкуте. У његовој књизи, Чатерџи тврди да је Мајка Тереза преувеличавала службу коју је вршила међу сиромашнима, да није искористила правилно огромне своте новца који су јој били донирани у сврху помоћи сиромашнима и да је медицинска нега давана у објектима с којима су руководили њене Сестре Милосрђа била крајње неадекватна.
Чатерџијеве критичке примедбе инспирисале су документарац Анђео пакла који је био приказан на Channel 4, британског телевизијског канала. Документарац је написао добро познати критичар Мајке Терезе, Кристофер Хиченс, у сарадњи са Тариком Алијем. Чатерџи и Хитченс били су једина два званична негодујућа сведока процедуре беатификације Мајке Терезе одржане од стране на Римокатоличке цркве 2003.

## Приватни живот
Ожењен је са Зелфом Китлер, специјалисткињом психијатрије. Отац је двоје деце.